# 张国伟 (长跑运动员)
张国伟（1959年1月4日—），云南鹤庆人，白族，中国退役长跑运动员，参加了1988年夏季奥林匹克运动会、亚洲运动会和亚洲田径锦标赛。他参加了5000米赛跑、10000米赛跑和马拉松。
第六、七届全国人大代表。1993年起，担任云南省长跑马拉松主教练。